# Achta
Achta – wieś w Armenii, w prowincji Wajoc Dzor. W 2011 roku liczyła tylko 1 mieszkańca.